# 粗

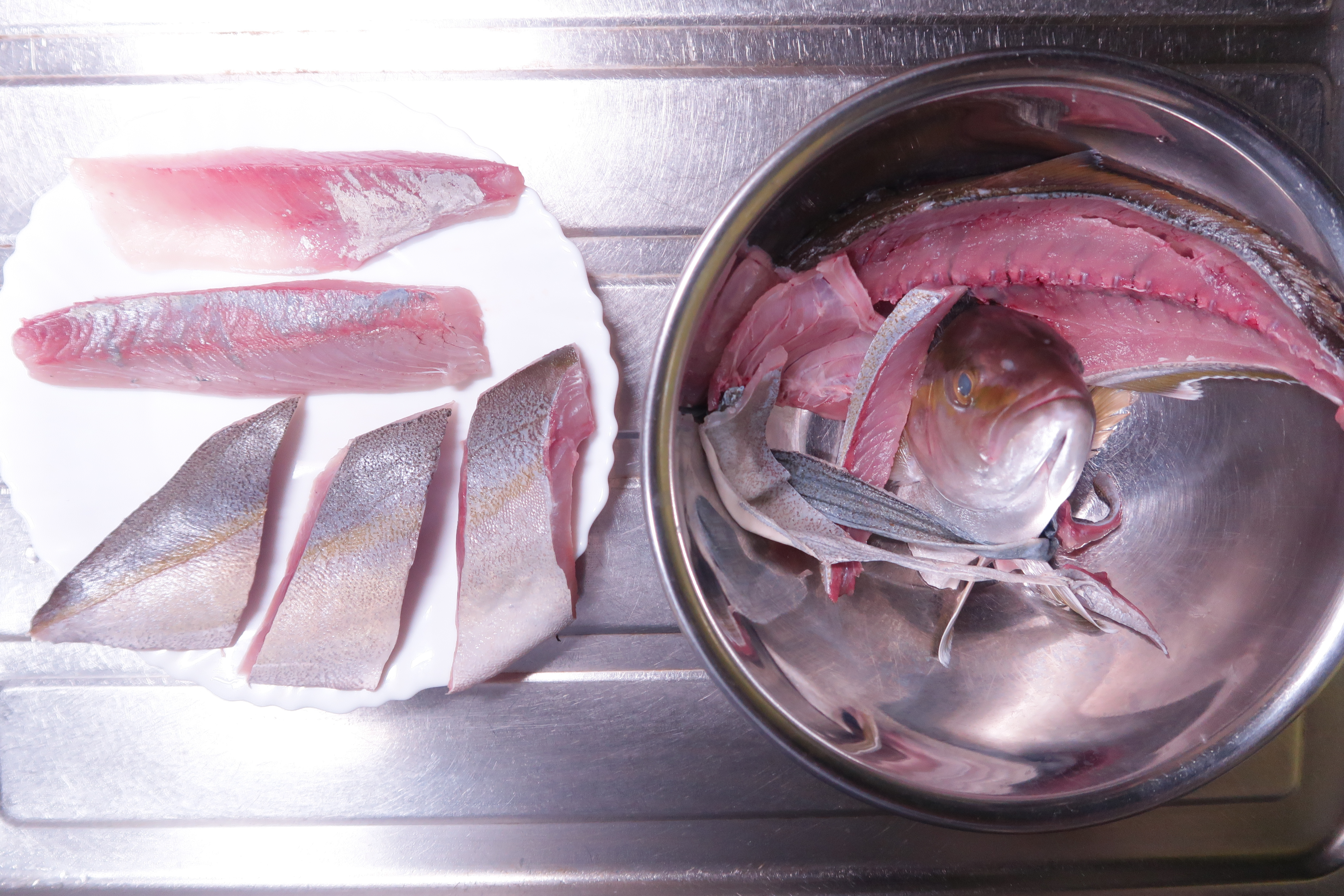
カンパチの下ろし身（左）とアラ（右）

粗（あら）は、魚の下ろし身を取った後に残る頭部、骨、エラ、ヒレやそれらに付着した肉である。通常は「魚のアラ」と呼ばれ、食材となる。
魚類であるサメのヒレは、ふかひれがメインの利用目的であり、アラとは呼ばない。

## 概要
製品としては形状が整っておらず可食部が少ないため、捨てられるか、一般的に他の部位よりも安価に販売される。ぬめりや臭みの元となる血合いが含まれるため、調理前に下拵えされることが多い。アラ料理によく使われる霜降りという作業は、熱湯に晒した後で冷やし、浮き出てきた血合いなどを取り除く。
魚の骨・身より旨味成分の出汁がとれるため、その出汁を活かした、調理が手軽な汁物での利用が多い。
アラのうち「かま」は、魚の鰓蓋から胸鰭までの部分を指す。鰤のカマは鰤鎌（ブリカマ）と言い、煮物、焼き物、汁物として定食屋、居酒屋などで出ることがある。1匹から1人分または2人分しか作れないため、鰤を大量に消費する店、または魚介類を大量に仕入れる店で使うことがある。
近年、アラの部分に含まれる有用成分が健康食品に活用されている。マグロなどに多いDHA（ドコサヘキサエン酸）、カルシウムが多い骨を加工した菓子やサケ中骨の水煮缶詰、サメ軟骨（コンドロイチン、グルコサミン、コラーゲンなど含有）といった製品である。各地域でも水揚げされる魚種に合わせて独自の商品が開発されている。
また、飼料や調味料に使われる魚粉の原料にもなる。従来はアラに対する需要が少なかったため、魚粉に加工する処理は愛知県の魚アラ処理公社が担っていた。しかし、民間企業による魚粉用アラの需要が増え、アラ処理を行う民間企業も増加したため、魚アラ処理公社は2018年4月1日に自主解散した。

## 利用

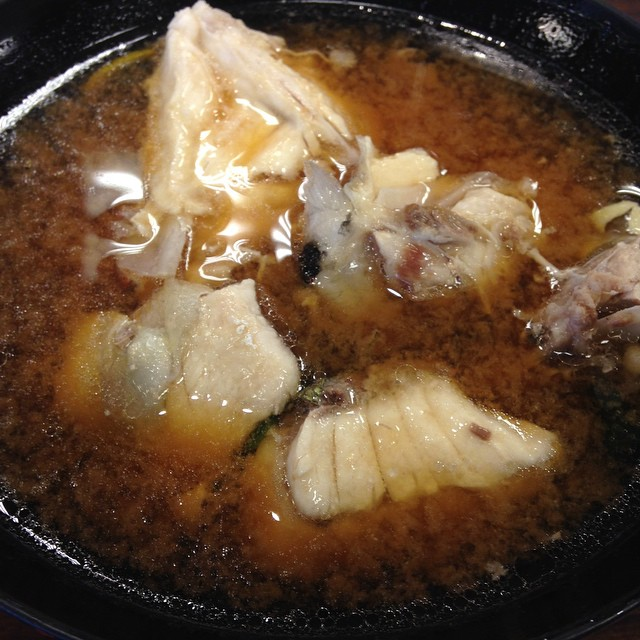
あら汁

汁物
出汁、あら汁（味噌仕立てのもの）、潮汁（塩仕立てのもの）、アラ鍋、あど汁（サケの頭と内臓の味噌汁）。
焼き物
マグロのかぶと焼き（兜焼き）、ブリカマ。
煮物
甘露煮、アラ煮（タイやブリなど）、マグロの大和煮、醬油煮
缶詰
水煮缶（サケの中骨）。
揚げ蒲鉾
　薩摩揚げ
菓子
ウナギやアジ、サケの骨せんべい、クッキー（サケの中骨）、うなぎパイ 。
健康食品
サメ軟骨、肝油。